# Посольство Ганы в России
Посольство Республики Гана в Российской Федерации — дипломатическая миссия Ганы в России, расположена в Москве на Пресне в Скатертном переулке. Дипломатические отношения Россией и Ганой были установлены 14 января 1958 года.
- Посол Ганы в России — Лесли Акуа Акяа Опоку-Варе (верительные грамоты вручила 1 декабря 2021 года).
- Адрес посольства: 121069, Москва, Скатертный переулок, 14.
- Индекс автомобильных дипломатических номеров посольства — 027.

## Аккредитация
Кроме Российской Федерации посольство представляет интересы Ганы в Монголии, Белоруссии, Украине, Молдавии, Армении, Азербайджане и Казахстане.

## Послы Ганы в России
| - Джон Бэнкс Эллиот (1960—1966) - Бедьяко Поку (1966—1969) - Эммануэль Коджо Дадзи (1969—1970) - Джозеф Овусу-Анса (1970—1972) - Джозеф Амоако Адусеи (1976) - Кваме Йебоа Боафо (1976—1977) - Джордж Роберт Нипах (1981—1983) - Джон Кофи Теттега (1983—1987) | - Кристиан Тсуи Хессе (1987—1994) - Джон Эвунтома Бава (1994—2001) - Кларус Кобина Сечи (2001, врем. поверенный) - Фрэнсис Яйа Махама (2001—2005) - Эдвард Апау Мантей (2006—2009) - Сет Корантенг (2009—2014) - Кодзо Кпоку Алабо (2014—2017) - Лесли Акуа Акьяа Опоку-Вар (2018 — н. в.) |